# Kluczewo (gromada w powiecie szczecineckim)
Kluczewo – dawna gromada, czyli najmniejsza jednostka podziału terytorialnego Polskiej Rzeczypospolitej Ludowej w latach 1954–1972.
Gromady, z gromadzkimi radami narodowymi (GRN) jako organami władzy najniższego stopnia na wsi, funkcjonowały od reformy reorganizującej administrację wiejską przeprowadzonej jesienią 1954 do momentu ich zniesienia z dniem 1 stycznia 1973, tym samym wypierając organizację gminną w latach 1954–1972.
Gromadę Kluczewo z siedzibą GRN w Kluczewie utworzono – jako jedną z 8759 gromad na obszarze Polski – w powiecie szczecineckim w woj. koszalińskim na mocy uchwały nr 43/54 WRN w Koszalinie z dnia 5 października 1954. W skład jednostki weszły obszary dotychczasowych gromad Kluczewo, Uraz, Prosino, Prosinko, Brzezinka, Czarnkowie i Stare Gonne ze zniesionej gminy Kluczewo oraz obszary dotychczasowych gromad Żerdno, Nowe Drawsko, Stare Drawsko i Kuźnica Drawska ze zniesionej gminy Czaplinek w tymże powiecie. Dla gromady ustalono 17 członków gromadzkiej rady narodowej.
1 stycznia 1958 z gromady Kluczewo wyłączono: a) wieś Czarnkowie, włączając ją do nowo utworzonej gromady Połczyn-Zdrój w powiecie świdwińskim w tymże województwie oraz b) wsie Stare Drawsko i Nowe Drawsko, włączając je do nowo utworzonej gromady Czaplinek w powiecie szczecineckim; do gromady Kluczewo włączono natomiast wieś Śmidzięcino z gromady Nowe Worowo w powiecie szczecineckim.
31 grudnia 1968 z gromady Kluczewo wyłączono obręb Sulibórz (238 ha), włączając go do gromady Czaplinek w tymże powiecie; do gromady Kluczewo włączono natomiast obszar zniesionej gromady Polne (bez wsi Komorze i obszaru gruntów PGR Tarmno) tamże.
31 grudnia 1971 z gromady Kluczewo wyłączono: a) wsie Chłopowo i Polne, włączając je do gromady Barwice w powiecie szczecineckim; b) wsie Śmidzięcino i Uraz oraz PGR Bolegorzyn i część wsi Kluczewo o nazwie Lipno, włączając je do gromady Nowe Worowo w powiecie drawskim w tymże województwie, po czym gromadę Kluczewo zniesiono, a jej (pozostały) obszar włączono do gromady Czaplinek w powiecie szczecineckim.